# Calpurnia (banda)
Calpurnia foi uma banda canadense de indie rock formada em Vancouver em 2016. Formada por Finn Wolfhard(vocais e guitarra), Malcolm Craig (bateria), Ayla Tesler-Mabe (vocais e guitarra) e Jack Anderson (baixo).
Em 2018 lançou seu primeiro EP intitulado Scout e tem feito muito sucesso entre os jovens amantes da música indie.
Recentemente, foi divulgado que a banda está trabalhando em novas músicas.
Em 8 de novembro de 2019, a banda anunciou, através de seu Instagram oficial, que o grupo haveria decidido o fim da banda. Apesar de não citarem as causas para tal decisão, o comunicado previu que os membros continuariam a carreira musical com novos projetos separadamente.

## História
A Calpurnia foi criada originalmente por Finn Wolfhard e Malcolm Craig, quando se conheceram no set de filmagens do videoclipe da música "Guilt Trip", da banda canadense PUP, em 2014, assim também conhecendo Ayla Tesler-Mabe e Jack Anderson. A banda foi oficialmente formada em 2017, com grandes influências do músico Mac de Marco, das bandas Twin Peaks, Weezer e Pixies, sendo seu primeiro lançamento um cover da música "Wanted You" da banda Twin Peaks, lançada apenas no YouTube em 24 de junho de 2017.
A banda assinou oficialmente com o selo canadense independente, Royal Moutain Records, em novembro de 2017, assim começando a gravação de um EP produzido e gravado por Cadien Lake James, vocalista e guitarrista da banda Twin Peaks. Em janeiro de 2018 a Calpurnia fez um concerto no Rough Trade em Nova Iorque, fazendo covers das músicas "Here She Comes Now" do Velvet Underground, "Where is My Mind" do Pixies, "El Scorcho" do Weezer e "Butterfly" do Twin Peaks.
Em 7 de março de 2018 a banda lançou seu primeiro single, "City Boy". O single atingiu a 23ª posição na Billboard Alternative Digital Songs, vendendo 2000 unidades. O segundo single, "Louie", lançado em 12 de abril de 2018, simultaneamente com o anúncio do lançamento do EP "Scout", em 18 de maio foi lançado o terceiro single da banda, "Greyhound". Em 15 de junho de 2018 foi lançado o EP "Scout" contendo os três singles mais as músicas "Wasting Time", "Blame" e "Waves". Em 23 de julho de 2018 a banda fez sua primeira apresentação em rede televisionada, no Jimmy Kimmel Live.

## Membros
- Finn Wolfhard - guitarra base e vocais
- Ayla Tesler-Mabe - guitarra solo e backing vocals
- Jack Anderson - baixo e teclado
- Malcolm Craig - bateria

## Discografia

### EP's
- Scout - 15 de junho de 2018

### Singles
- "City Boy" (2018)
- "Louie" (2018)
- "Greyhound" (2018)
- "Blame" (2018)
- "Waves" (2018)
- "Say In Ain't So" (2018)
- "Wasting Time" (2018)
- "Cell" (2019)